# میدودیل (واشینگتن)
میدودیل (به انگلیسی: Meadowdale) یک منطقهٔ مسکونی در ایالات متحده آمریکا است که در واشینگتن واقع شده‌است. میدودیل ۲٬۸۲۶ نفر جمعیت دارد و ۱۳۷ متر بالاتر از سطح دریا واقع شده‌است.